# 犯罪都市3
是一部2023年上映的韩国犯罪动作片，为《犯罪都市》系列电影第三部，由《犯罪都市2》的导演李相龙执导，马东石、李浚赫、青木崇高、李凡秀、金珉才、全锡浩、高圭弼主演，于2023年5月31日在韩国上映。
该片于上映第32日累计观影人次突破1000万名，成为2023年韩国上映电影中第一部千万电影，也是韩国影史上第30部千万电影。

## 剧情概要
抓获越南绑架杀人案罪犯7年后，不可替代的怪物刑警马锡道（马东石 饰）被提拔到首尔地方警察厅广域搜查队任职，某天在處理完暴力衝突後則跟新队员们一起调查杀人案件，在案件调查过程中，马锡道得知此案涉及新型毒品案件，因此要求加大查案力度。馬錫道等人順藤摸瓜抓捕了兩名日本黑幫的手下，搜查到20公斤的毒品，同時還收刮到一把警用手槍。組長張泰洙和兩名隊員押送犯人與運送毒品前往警局的路上突然被一夥人襲擊，張泰洙等人受傷昏迷，兩名黑幫手下被殺，被警方捕獲的毒品也被搶走。
馬錫道去醫院探望受傷的隊員時，曾經受到馬錫道照顧的仁川北部警察署毒品組警員黃東九同時趕來醫院請受傷的警員指認證物，因為證物正好是那把警用手槍，原來黃東九的組長鄭敬植在調查毒品案時突然失蹤，之前收刮到的警用手槍剛好是鄭組長的配槍，而鄭組長的屍體隨後被發現。馬錫道從東九那裏得知這毒品是從日本黑幫帶過來的，原本毒品是由另外一個黑幫白鯊派販賣，但不知何原因幫主被殺，大部分成員被捕而毒品也失蹤，於是馬錫道前往當時負責的警員首爾九龍警察署毒品組組長朱成哲（李浚赫 饰）詢問，但馬錫道不知道的是其實朱成哲是名黑警，也是整件事的幕後主使，他與日本黑幫一條組成員友川亮合謀販賣毒品，殺害白鯊派幫主與鄭敬植組長，以及襲擊他們的人正是朱成哲。原本朱成哲將搶回來的毒品重新包裝後與另外一個中國幫派進行毒品交易，但是友川亮得知一條組組長派遣殺手Ricky（青木崇高 饰）前來韓國後將毒品私自帶走逃離，隨後Ricky透過情報來到友川亮窩藏的酒店抓捕友川亮，馬錫道雖然事後也得知情報即時趕到卻還是無力阻止。友川亮原本想用毒品用來換取性命，但還是被Ricky所殺。朱成哲一名部下在一條組的分部尋找毒品時被同樣來找毒品的Ricky殺害，馬錫道得知此事後開始懷疑朱成哲涉案。
馬錫道透過一名前白鯊派的小弟，現為黃東久的線人兼夜店的店主燈籠的訊息抓捕一名友川亮的藥頭了解到整件事的前因後果，雖然藥頭不知道一條組的合作對象是誰，但透過對方信息得知日本黑幫曾經管理過的小港口，於是馬錫道在港口一艘快艇上找到友川亮窩藏的毒品。馬錫道原本想用毒品讓朱成哲上鉤，但是朱成哲早就與Ricky合作，馬錫道的抓捕行動失敗而自己被Ricky捕獲，朱成哲襲擊了馬錫道的隊員將毒品搶走。馬錫道將Ricky等人制伏後前往首爾九龍警察署抓捕朱成哲。最後朱成哲被馬錫道擊敗後被逮捕，破案後馬錫道則跟隊員們與燈籠一起慶功。
三年後，馬錫道為了破獲非法網路賭博的案件又找上了張夷帥，並表示需要他的協助。

## 演员阵容

### 主要人物
- 马东石 饰演 馬錫道，首尔地方警察厅广域搜查队副班长。孔武有力，無人能打倒他。
- 李浚赫 饰演 朱成哲，首爾九龍警察署毒品組組長，實為勾結Tomo在韩国販毒的關係人。
- 青木崇高 饰演 Ricky，日本黑帮组织“一条组”的干部，为了毒品流通来到韩国，只要咬住诱饵就绝对不会放过的人物。

### 韩国警察
- 李凡秀 饰演 张泰洙，首尔地方警察厅广域搜查队班长。
- 金珉才 饰演 金万宰，首尔地方警察厅广域搜查队警察，马石道的左膀右臂。
- 李智勋 饰演 杨钟洙，首尔地方警察厅广域搜查队资深警察。
- 金道建 饰演 郑大卫，首尔地方警察厅广域搜查队老幺刑警。
- 柳圣贤 饰演 郑敬植，仁川北部警察署毒品组组长。
- 崔东九 饰演 黄东九，仁川北部警察署毒品组警察。
- 李世浩 饰演 孔泰一，仁川北部警察署毒品组警察。
- 徐文浩 饰演 缉毒队警察

### 犯罪组织
- 韩圭源 饰演 金龙国，首尔九龙警察署毒品组警察，朱成哲的左膀右臂。
- 崔佑俊 饰演 李康昊，首尔九龙警察署毒品组警察，朱成哲的左膀右臂。
- 安世浩 饰演 友川亮，又称作“Tomo”，日本黑帮组织“一条组”韩国支部部长，将一条会长的货品偷偷运至韩国与朱成哲团伙进行交易。
- 姜允 饰演 希洛西，“一条组”成员、友川亮的手下。
- 李泰圭 饰演 马萨，“一条组”成员、Ricky的左膀手臂。
- 洪准荣 饰演 马哈，“一条组”成员、Ricky的左膀手臂。
- 金民 饰演 Ricky的手下

### 其他人物
- 全锡浩 饰演 金阳浩，一条組在韓國负责毒品包装及配送的中間头目。
- 高圭弼 饰演 灯笼，二手车经销商社长、赛博夜店店主，前白鲨派成员，帮派被瓦解后成为仁川北部警察署毒品组的情报線人。
- 裴盧麗 饰演 美美，赛博夜店公關，精通日语，在黑帮之间交易时担任翻译。
- 姜熙濟 饰演 賽博夜店內的日本流氓
- 崔光濟 饰演 李相哲，ORANGE夜店社长，与日本黑帮、旅日侨胞一起贩毒的过程中被马石道逮捕。
- 高健漢 饰演 斯比特，hyper毒品藥頭
- 刘仁赫 饰演 肯迪
- 申铉勇 饰演 自动门，在首爾為客戶介紹夜店的掮客，幫助馬石道進入夜店搜查。
- 沈英恩 饰演 陈会长
- 延艺琳 饰演 ORANGE夜店里的女子
- 李惠智 饰演 ORANGE夜店里的女子
- 朴相南 饰演 ORANGE夜店MD
- 南志宇 饰演 ORANGE夜店职员
- 朱艺恩 饰演 ORANGE夜店职员
- 孙仁勇 饰演 出租车司机
- 朴泰山 饰演 纹身男子
- 洪怡珠 饰演 李相哲的女友
- 李忠求 饰演 新婚夫妻中的丈夫

### 特别出演
- 国村隼 饰演 一条，日本黑帮组织“一条组”会长。
- 朴智焕 饰演 张夷帅

## 制作
2022年3月28日，在《犯罪都市2》还未上映的情况下，电影界相关人士透露《犯罪都市》的制作团队已经开始《犯罪都市3》的演员挑选等事前制作工作。6月，媒体报道在《犯罪都市2》中饰演导火索角色的演员车宇镇将参与第三部的剧本创作。

### 选角
2022年5月12日，李浚赫经纪公司证实收到了出演邀请，他将在该片中饰演全新的反派角色，预计6月底开拍。据传金川警察局重案组的警察们将由原班人马继续出演，日本演员青木崇高也将加盟该片饰演外籍罪犯。同日，媒体报道李凡秀、金珉才也有望出演该片。5月16日，在前两部中均饰演马东石搭档的演员崔贵华在采访中透露他将不会出演第三部。
2022年7月25日，片方正式宣布由马东石、李浚赫、青木崇高、李凡秀、金珉才、全锡浩、高圭弼组成的主要出演阵容，并介绍各演员饰演的角色。10月27日，日本演员国村隼确认客串出演该片，并已在首尔完成了拍摄。

### 拍摄
主体拍摄于2022年7月20日开始进行，11月10日杀青。

### 损益平衡点
同时作为监制和主演的马东石在采访中透露，该片的损益平衡点为180万观影人次，媒体报道该片的制作费则为135亿韩元。

## 发行
2023年3月27日，媒体报导该片将于5月31日在韩国上映，随后片方否认该消息称：“上映日期仍在商议中，尚未做出任何决定。”片方于2023年4月17日公开首款预告海报和预告片，预计于6月初在韩国上映。2023年4月26日公开预告海报与预告片，正式宣布于5月31日在韩国上映。
据发行商ABO娱乐透露，《犯罪都市3》在上映前已将版权预售至台湾、香港、越南、英国、澳大利亚等158个国家和地区，在海外引起了爆发性的反响。
2023年7月4日起提供IPTV和VOD家庭点播服务，公开后至首周周末在IPTV票房排行榜前五的电影中以74%的压倒性占有率位居第一，而VOD服务方面也以69%的占有率稳居网络票房榜第一位（7月4日至14日），证明了该片在网络上持续的票房号召力。

### 票房
上映首日（5月31日）吸引了74万874名观众观影，加上上映前的试映观影人次累计票房超过122万名，夺得单日票房第一；同时，首日票房超过了前作《犯罪都市2》的46万余名和韩国电影票房历史第一的《鳴梁：怒海交鋒》（68万2701人次）。据KOBIS统计，截至6月2日下午2时，《犯罪都市3》上映仅三天累计票房便超过200万观影人次，成为2023年上映的韩国本土电影中第一部超过200万观影人次的作品，也是第一部突破损益平衡点的电影。6月3日（上映第4日）下午2时30分，累计票房突破300万观影人次，成为韩国电影市场2020年后最快达到该纪录的作品，仅3日当天的单日票房就超过了116万观影人次，打破《寄生上流》在2019年创下的112万上映周周末单日票房纪录；6月4日（上映第5日）中午12时，累计票房超过400万观影人次，成为2022年9月上映的《共助2》后首部达到该纪录的韩国电影。上映首个周末（6月2日至6月4日）累计动员281万7291名观众，夺得韩国当周周末票房第一，累计票房超过451万观影人次，超过《犯罪都市2》355万657名观影人次的上映首周票房。
6月5日（上映第6日）下午4时40分，累计票房超过500万观影人次，成为2023年上映的韩国本土电影中首部达到该纪录的作品，也是2022年的《犯罪都市2》《闲山：龙的出现》《共助2》之后首部达到该纪录的韩国电影。6月6日（上映第7日）晚7时45分，累计票房超过600万观影人次。6月10日中午12時，累計票房超過700萬觀影人次。次週週末（6月9日至6月11日）票房超過132萬觀影人次，蟬聯韓國週末票房冠軍，且已連續12日佔據單日票房冠軍，累計票房達778萬觀影人次。
6月13日（上映第14日）下午3时，累计观影人次超过800万名，速度快于用时18日的第二部和2015年电影《辣手警探》及用时17日的2015年电影《暗杀》和2017年电影《寄生上流》。上映第3周周末（6月16日至6月18日）動員64萬9千餘名觀眾，連續三週蟬聯韓國週末票房冠軍，累計觀影人次達到891萬2千餘名。
6月20日（上映第21日）早上7時30分，累計觀影人次超過900萬名。6月24日（上映第25日）單日觀影人次18萬925名，單日票房排行榜退居第二位，不敵皮克斯動畫電影《元素方城市》，結束連續25日蟬聯單日票房冠軍。上映第4周周末（6月23日至6月25日）票房43万3242观影人次，累计票房将近967万观影人次，位列当周周末电影票房榜第二位。
7月1日（上映第32日）早上8时，累计观影人次突破1000万名，成为韩国影史上第30部突破千万观影人次的电影；马东石因此也成为拥有5部千万观影人次电影的演员。上映第5周周末（6月30日至7月2日）票房32万682名观影人次，累计观影人次1021万，位列当周周末票房榜第三位。上映第6周周末（7月7日至7月9日）票房超过17万观影人次，累计观影人次1053万，当周周末票房榜回升至第二位。上映第7周周末（7月14日至7月16日）票房4万7035观影人次，累计观影人次将近1064万，位列当周周末票房榜第四位。上映第8周周末（7月21日至7月23日）票房1万1千余名观影人次，当周周末电影票房排行榜掉至第十位。
| 上一届： 《玩命關頭X》 | 2023年韩国周末票房冠军 第22—24周 | 下一届： 《元素方城市》 |

## 奖项荣誉
| 年份   | 颁奖礼                     | 奖项                    | 入围者        | 结果 | 参考   |
| ------ | -------------------------- | ----------------------- | ------------- | ---- | ------ |
| 2023年 | 第27届加拿大奇幻电影节     | 观众奖 最佳亚洲影片金奖 | 《犯罪都市3》 | 獲獎 | [ 48 ] |
| 2023年 | 第56届锡切斯国际奇幻电影节 | 观众奖 聚焦亚洲最佳影片 | 《犯罪都市3》 | 獲獎 | [ 49 ] |
| 2023年 | 第43届夏威夷国际电影节     | Maverick Award          | 馬東石        | 獲獎 | [ 50 ] |
| 2023年 | 第32屆釜日電影獎           | 最佳男配角              | 高圭弼        | 提名 |        |
| 2023年 | 第59屆大鐘獎               | 最佳男配角              | 高圭弼        | 提名 |        |
| 2023年 | 第44届青龙电影奖           | 最佳男配角              | 李浚赫        | 提名 |        |
| 2023年 | 第44届青龙电影奖           | 韩国电影最多观众奖      | 《犯罪都市3》 | 獲獎 |        |
| 2024年 | 第22届导演选择奖           | 电影部门 新男演员奖     | 高圭弼        | 提名 | [ 51 ] |